# 斑鰭擬冰杜父魚
斑鰭擬冰杜父魚，為輻鰭魚綱鮋形目杜父魚亞目杜父魚科的其中一種，為亞熱帶海水魚，分布於東太平洋加拿大卑詩省夏洛特皇后群島、Tasu群島至墨西哥下加利福尼亞半島海域，棲息深度33-373公尺，體長可達14公分，棲息在沙底層底層水域，以蝦子為食，生活習性不明，可作為觀賞魚。

## 扩展阅读
維基物種上的相關：斑鰭擬冰杜父魚